# План Б (фільм, 2009)
«План Б» (ісп. Plan B) — аргентинський кінофільм 2009 року, дебютна повнометражна робота режисера Марко Бергера. В основі сюжету — історія аргентинського юнака, який спокушає бойфренда своєї колишньої подруги.
Стрічка брала участь в офіційних відборах на Міжнародному фестивалі незалежного кіно в Буенос-Айресі (BAFICI), Римському міжнародному кінофестивалі, Лондонському кінофестивалі, кінофестивалях в Гавані, Палм-Спрінгзі, Більбао, Тулузі, Амстердамі і Мельбурні..

## Сюжет
Після розірвання стосунків Бруно з Лаурою, в голові юнака зріє божевільний план, мета якого — повернути дівчину назад. Бруно знає, що у Лаури є новий бойфренд на ім'я Пабло, і цей самий Пабло раніше мав досвід стосунків з хлопцями.
Бруно вирішує спокусити Пабло і таким чином дискредитувати його в очах Лаури. Дуель через жінку зближує хлопців. Загальні інтереси, спогади, пристрасть до алкоголю і легких наркотиків штовхають їх в обійми один одного і примушують переглянути свою сексуальність. До кінця фільму Бруно розуміє, що йому не потрібна Лаура, а Пабло — той, кого він давно шукав.

## У ролях
| Мануель Вігнау         | ···· | Бруно         |
| Лукас Ферраро          | ···· | Пабло         |
| Мерседес Кінтерос      | ···· | Лаура         |
| Даміан Кандусі         | ···· | Віктор        |
| Ана Лусія Антоні       | ···· | Анна          |
| Кароліна Стегмайєр     | ···· | Вероніка      |
| Антонія де Микеліс     | ···· | матір Віктора |
| Аріель Нуньєс Ді Кросе | ···· | Хав'єр        |

## Визнання
| Нагороди та номінації фільму «План Б» | Нагороди та номінації фільму «План Б»  | Нагороди та номінації фільму «План Б» | Нагороди та номінації фільму «План Б» | Нагороди та номінації фільму «План Б» | Нагороди та номінації фільму «План Б» |
| Рік                                   | Кінофестиваль/кінопремія               | Категорія/нагорода                    | Номінант                              | Результат                             |                                       |
| ------------------------------------- | -------------------------------------- | ------------------------------------- | ------------------------------------- | ------------------------------------- | ------------------------------------- |
| 2009                                  | Римський кінофестиваль                 | Приз Золотий Марк-Ауреліо             | Марко Бергер                          | Номінація                             |                                       |
| 2010                                  | ЛГБТ-кінофестиваль FilmOut (Сан-Дієго) | Найкращий міжнародний художній фільм  | План Б                                | Перемога                              |                                       |
| 2010                                  | ЛГБТ-кінофестиваль FilmOut (Сан-Дієго) | Найкращий актор другого плану         | Лукас Ферраро                         | Перемога                              |                                       |